# 観音山 (新北市)

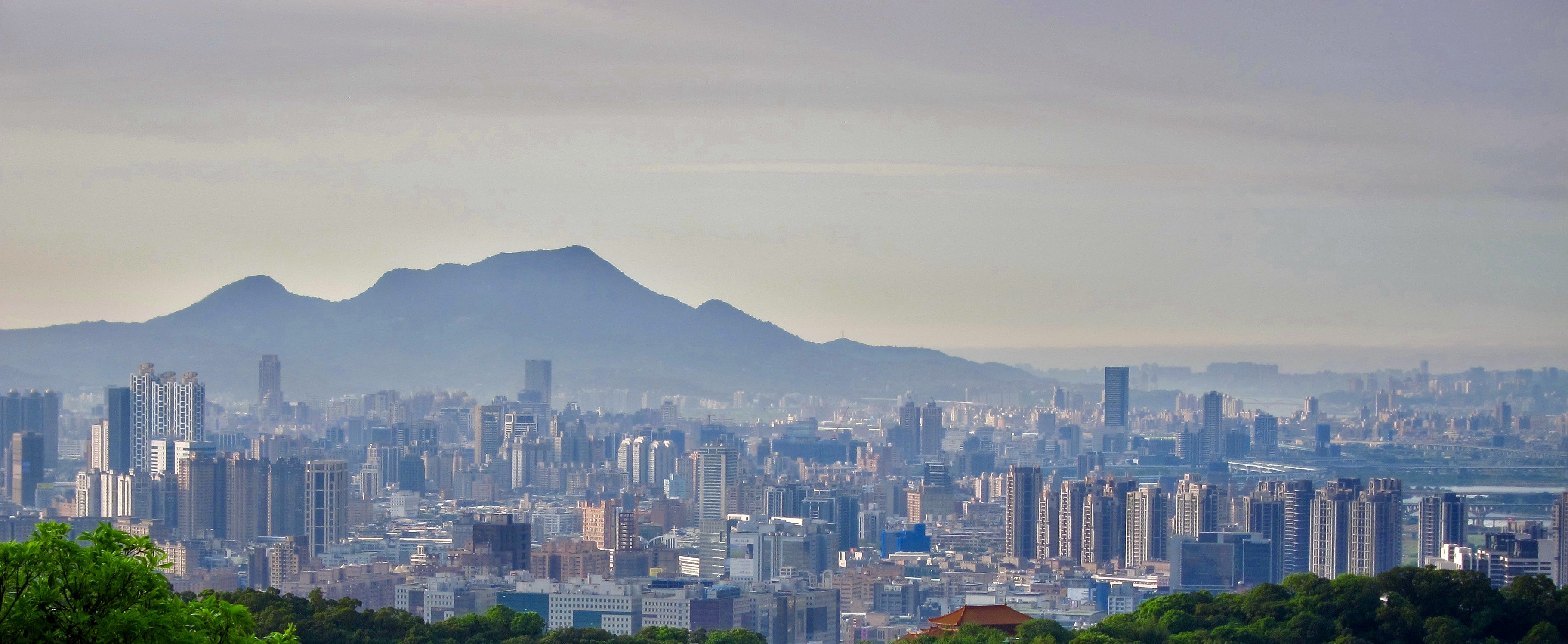
烘炉塞山から見えるのが（写真で一番高い）、左の丸みを帯びた背の低い丘が牛港稜山である。

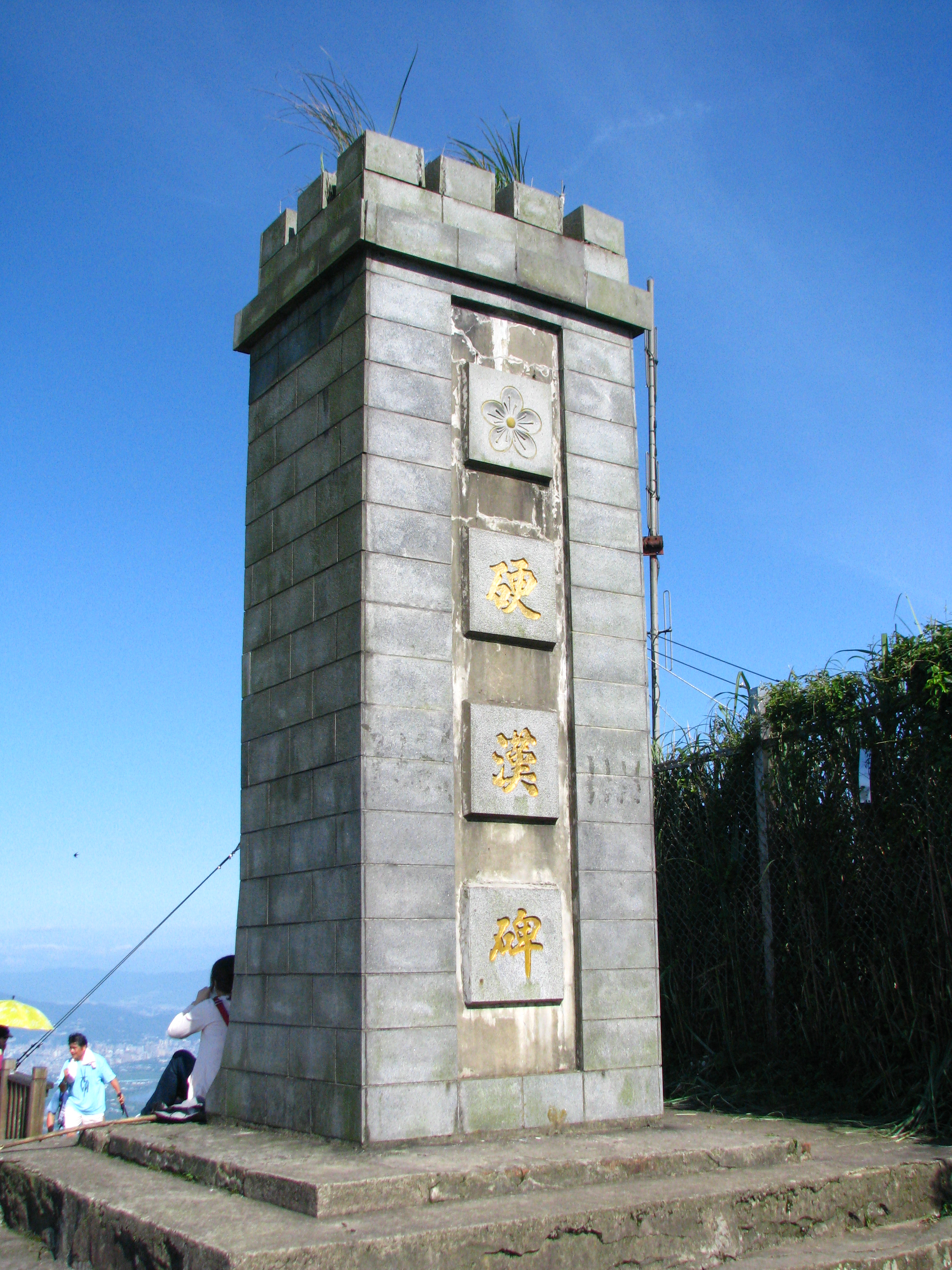
観音山頂上の硬漢碑

観音山（かんのんざん、中国語: 觀音山、英語: Mount Guanyin）は、台湾の新北市五股区、八里区の分岐点に位置し、標高は616メートルで、淡水河の北岸から南に向かって、観音様が遠くで横たわっているように見えるので、この名前が付けられた。この地域には18の連続した峰があり、山頂は「硬漢嶺」と呼ばれ、600メートル以上の唯一の場所である。
観音山の地域には西雲寺、霊雲禅寺などの古刹が数多くあり、観音山の霊気を高めるために、観世音菩薩を祀る観音寺も数多くある。 観音山は台湾海峡の西に位置し、淡水河を挟んで北東に関渡を臨み、かつて「身稜吐霧」は淡水八景の一つであり、全山は北海岸・観音山国家風景区に属し、ハイキングやトレッキングに適している。